# Los Dominicos (métro de Santiago)
Los Dominicos est une station terminus de la Ligne 1 du métro de Santiago, dans la commune de Las Condes.

## Histoire
La station est ouverte depuis 2010. Son nom est parce qu'il est situé dans la Avenue Apoquindo avec Camino El Alba et la Patagonia, dans la municipalité de Las Condes.